# Гіперозид
Гіперози́д — хімічна сполука, належить до класу флавоноїдів. Це 3- О - галактозид кверцетину.

## Поширення в природних джерелах
Гіперозид можна знайти в багатьох видах рослин. Зокрема, він був виділений з росянки Drosera rotundifolia, з видів родини Lamiaceae Stachys sp. і Prunella vulgaris, з насіння щавлю  Rumex acetosella, Cuscuta chinensis, з різних видів звіробою та з Camptotheca acuminata .  ГІперозид є однією з фенольних сполук виду  Carpobrotus edulis і сприяє її антибактеріальним  властивостям. 
У Rheum nobile та R. rhaponticum він служить як блокатор ультрафіолетового випромінювання 
Він також зустрічається в Geranium niveum  та Taxillus kaempferi . 